# Eurygyrus perphrygia
Eurygyrus perphrygia är en mångfotingart som beskrevs av Hoffman 1972. Eurygyrus perphrygia ingår i släktet Eurygyrus och familjen Schizopetalidae. Inga underarter finns listade i Catalogue of Life.